# Ceratosolen nugatorius
Ceratosolen nugatorius är en stekelart som beskrevs av Grandi 1952. Ceratosolen nugatorius ingår i släktet Ceratosolen och familjen fikonsteklar. Inga underarter finns listade i Catalogue of Life.